# Sawas Karipidis
Sawas Karipidis, gr. Σάββας Καρυπίδης (ur. 23 maja 1979 w Katerini) – grecki piłkarz ręczny, wielokrotny reprezentant kraju. Gra na pozycji prawoskrzydłowego. Obecnie występuje w Bundeslidze, w drużynie MT Melsungen.

## Kluby
- do–2001  GAS Arhelaos Katerini
- 2001–2003  Panellinios Ateny
- 2003–2005  Filippos Verias
- 2005–2005  Kadetten Schaffhausen
- 2005–2007  HSG Wetzlar
- 2007–  MT Melsungen

## Sukcesy
- 2005 – mistrzostwo Szwajcarii

## Nagrody indywidualne
- 2008/2009 – król strzelców sezonu Bundesligi (282 bramki)